# Frida Hansdotter
Frida Hansdotter (n. 13 decembrie 1985, Västerås, Suedia) este o fostă schioară suedeză ce a participat la Cupa Mondială de Schi Alpin. Ea a concurat în probele tehnice și este specializată în slalom.

## Biografie
Tatăl ei, Hans Johansson, a fost, de asemenea, un schior alpin. Ea este verișoară de gradul 2 a prințului Daniel, Duce de Västergötland. 
Născută în Västerås, Västmanland Hansdotter a reprezentat Suedia la Jocurile Olimpice de iarnă din 2010, la Jocurile Olimpice de iarnă din 2014 și la patru Campionate Mondiale. A câștigat prima ei victorie la Cupa Mondială de la Kranjska Gora în 2014. Anterior, Hansdotter a terminat de opt ori pe locul al doilea, cele mai multe din istoria Cupei Mondiale fără victorie. S-a clasat pe locul al doilea clasamentul sezonului 2014 la proba de slalom.
În 2018 ea a câștigat medalia de aur la Jocurile Olimpice de la Pyeongchang la proba de  slalom.

## Rezultate Cupa Mondială

### Clasări pe sezoane
| Sezon | Vârsta | General | Slalom | Slalom uriaș | Super-G | Coborâre | Combinata |
| ----- | ------ | ------- | ------ | ------------ | ------- | -------- | --------- |
| 2007  | 21     | 89      | 30     | —            | —       | —        | —         |
| 2008  | 22     | 53      | 19     | 45           | —       | —        | —         |
| 2009  | 23     | 28      | 9      | 44           | —       | —        | 27        |
| 2010  | 24     | 62      | 18     | —            | —       | —        | —         |
| 2011  | 25     | 46      | 14     | —            | —       | —        | —         |
| 2012  | 26     | 25      | 9      | 45           | —       | —        | —         |
| 2013  | 27     | 10      | 4      | —            | 12      | —        | —         |
| 2014  | 28     | 10      | 2      | 34           | —       | —        | —         |
| 2015  | 29     | 6       | 2      | 14           | —       | —        | —         |
| 2016  |        |         |        |              |         |          |           |

### Clasări pe podium
- 3 victorii – (3 Slalom)
- 22 podiumuri – (21 Slalom, 1 Slalom paralel)

| Sezon | Dată        | Oraș                    | Disciplină     | Loc |
| ----- | ----------- | ----------------------- | -------------- | --- |
| 2009  | 7 mar 2009  | Ofterschwang, Germania  | Slalom         | 2   |
| 2012  | 11 feb 2012 | Soldeu, Andorra         | Slalom         | 2   |
| 2013  | 20 dec 2012 | Åre, Suedia             | Slalom         | 2   |
| 2013  | 4 ian 2013  | Zagreb, Croația         | Slalom         | 2   |
| 2013  | 15 ian 2013 | Flachau, Austria        | Slalom         | 2   |
| 2013  | 27 Jan 2013 | Maribor, Slovenia       | Slalom         | 2   |
| 2014  | 17 dec 2013 | Courchevel, Franța      | Slalom         | 2   |
| 2014  | 14 ian 2014 | Flachau, Austria        | Slalom         | 2   |
| 2014  | 2 feb 2014  | Kranjska Gora, Slovenia | Slalom         | 1   |
| 2014  | 15 mar 2014 | Lenzerheide, Elveția    | Slalom         | 2   |
| 2015  | 15 nov 2014 | Levi, Finlanda          | Slalom         | 2   |
| 2015  | 30 nov 2014 | Aspen, SUA              | Slalom         | 2   |
| 2015  | 13 dec 2014 | Åre, Suedia             | Slalom         | 3   |
| 2015  | 13 ian 2015 | Flachau, Austria        | Slalom         | 1   |
| 2015  | 21 mar 2015 | Méribel, Franța         | Slalom         | 2   |
| 2016  | 28 nov 2015 | Aspen, USA              | Slalom         | 3   |
| 2016  | 29 nov 2015 | Aspen, USA              | Slalom         | 2   |
| 2016  | 13 dec 2015 | Åre, Suedia             | Slalom         | 2   |
| 2016  | 29 dec 2015 | Linz, Austria           | Slalom         | 1   |
| 2016  | 12 ian 2016 | Flachau, Austria        | Slalom         | 3   |
| 2016  | 15 ian 2016 | Flachau, Austria        | Slalom         | 2   |
| 2016  | 23 feb 2016 | Stockholm, Sweden       | Slalom paralel | 2   |

## Rezultate Campionate Mondiale
| An   | Vârsta | Slalom | Slalom Uriaș | Super-G | Coborâre | Combinata |
| ---- | ------ | ------ | ------------ | ------- | -------- | --------- |
| 2007 | 21     | —      | —            | 30      | —        | —         |
| 2009 | 23     | 15     | DNF          | DNF     | —        | DNF1      |
| 2011 | 25     | 8      | —            | —       | —        | —         |
| 2013 | 27     | 3      | 5            | —       | —        | —         |
| 2015 | 29     | 2      | 12           | —       | —        | —         |

## Rezultate Jocuri Olimpice
| An   | Vârsta | Slalom | Slalom Uriaș | Super-G | Coborâre | Combinata |
| ---- | ------ | ------ | ------------ | ------- | -------- | --------- |
| 2010 | 24     | 15     | —            | —       | —        | —         |
| 2014 | 28     | 5      | 13           | —       | —        | —         |